# North Attleborough
North Attleborough – miasto w Stanach Zjednoczonych, w stanie Massachusetts, w hrabstwie Bristol.